# أركيس
أركيس قرية سوريّة تتبع إداريّاً لمحافظة ريف دمشق منطقة مركز ريف دمشق ناحية الكسوة، بلغ تعداد سكانها 1,117 نسمة حسب التعداد السكاني لعام 2004.